# Lista de catedrais da Albânia
Esta é uma lista de catedrais da Albânia.

## Catedrais católicas
| Catedral                                                                | Arquidiocese ou diocese       | Localidade  | Dedicação               | Imagem |
| ----------------------------------------------------------------------- | ----------------------------- | ----------- | ----------------------- | ------ |
| Catedral de Lezhë Katedralja Shën Nikolla                               | Diocese de Lezhë              | Lezhë       | São Nicolau             |        |
| Catedral de Rrëshen Kisha Katedrale "Jezusi i Vetmi Shpetimtar I Botes" | Diocese de Rrëshen            | Rrëshen     | Jesus                   |        |
| Catedral de Vau i Dejës Katedralja Nënë Terezja                         | Diocese de Sapë               | Vau i Dejës | Madre Teresa de Calcutá |        |
| Catedral de Shkodër Katedralja e Shen Shtjefnit Protomartir             | Arquidiocese de Shkodër-Pult  | Shkodër     | Santo Estêvão           |        |
| Catedral de Tirana Kisha Katedrale Shen Pali                            | Arquidiocese de Tirana-Durrës | Tirana      | São Paulo               |        |

### Catedrais bizantino-católicas
| Catedral                                            | Diocese                                        | Cidade | Dedicação        | Imagem |
| --------------------------------------------------- | ---------------------------------------------- | ------ | ---------------- | ------ |
| Catedral de Fier Kisha e Shën Maria dhe Shën Luigji | Administração Apostólica da Albânia Meridional | Fier   | Maria e São Luís |        |

## Catedrais ortodoxas
| Catedral                                                  | Arquidiocese ou diocese                                  | Localidade | Dedicação                | Imagem |
| --------------------------------------------------------- | -------------------------------------------------------- | ---------- | ------------------------ | ------ |
| Catedral de Berat Kisha e Shën Mitrit                     | Sé Metropolitana ortodoxa de Berat, Vlorë e Kanin        | Berat      | São Demétrio             |        |
| Catedral de Korçë Katedralja e Ngjallës së Krishtit       | Sé Metropolitana ortodoxa de Korçë                       | Korçë      | Jesus                    |        |
| Catedral de Durrës Katedralja e Shën Palit dhe Shën Steit | Arquidiocese ortodoxa de Tirana, Durrës e toda a Albânia | Durrës     | São Paulo e Santo Asteio |        |
| Catedral de Fier Katedralja e Shën Gjergjit               | Sé Metropolitana ortodoxa de Berat, Vlorë e Kanin        | Fier       | São Jorge                |        |
| Catedral de Pogradec Kisha Ngjallja e Krishtit            | Sé Metropolitana ortodoxa de Korçë                       | Pogradec   | Jesus                    |        |
| Catedrale de Shkodër Katedralja e Lindjës së Krishtit     | Arquidiocese ortodoxa de Tirana, Durrës e toda a Albânia | Shkodër    | Jesus                    |        |
| Catedral de Tirana Kryekisha Ngjallja e Krishtit          | Arquidiocese ortodoxa de Tirana, Durrës e toda a Albânia | Tirana     | Jesus                    |        |